# أندرو مادلي
أندي مادلي (بالإنجليزية: Andy Madley؛ مواليد 5 سبتمبر 1983) هو حكم كرة قدم إنجليزي، يتولى مهامه بشكل أساسي في الدوري الإنجليزي الممتاز حيث تم ترقيته إلى مجموعة مختارة من الحكام في عام يونيو 2019.